# Joseph Patrick O’Hara

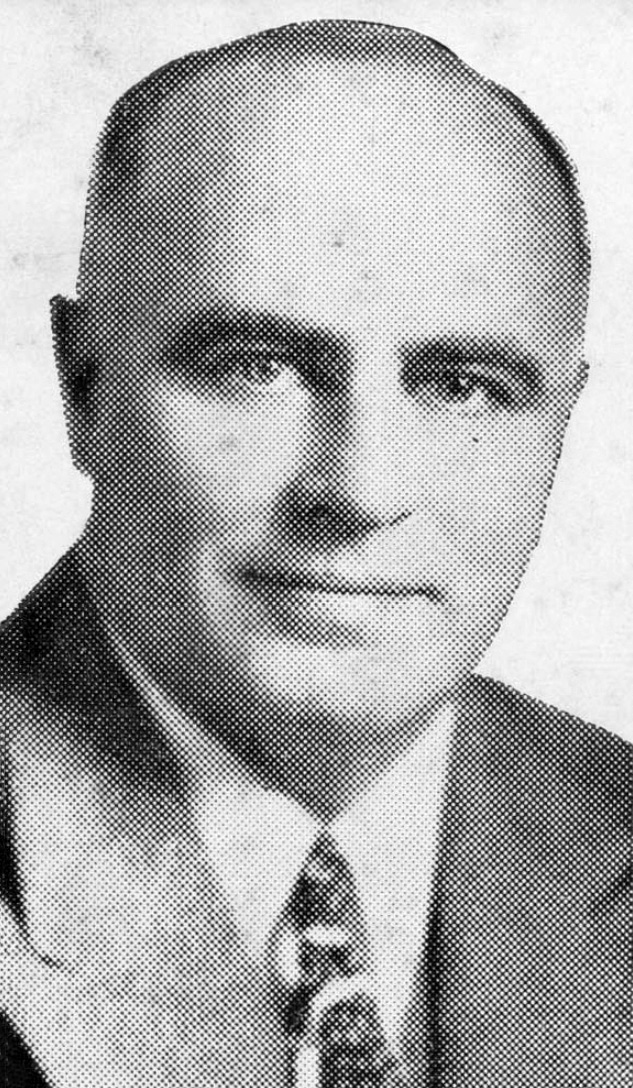
Joseph P. O’Hara (1940)

Joseph Patrick O’Hara (* 23. Januar 1895 in Tipton, Cedar County, Iowa; † 4. März 1975 in Bethesda, Maryland) war ein US-amerikanischer Politiker. Zwischen 1941 und 1959 vertrat er den Bundesstaat Minnesota im US-Repräsentantenhaus.

## Werdegang
Joseph O’Hara besuchte die öffentlichen Schulen seiner Heimat einschließlich der Spirit Lake High School. Während des Ersten Weltkrieges war er zwischen 1917 und 1919 als Offizier der US Army auch in Europa eingesetzt. Dabei erreichte er den Rang eines Hauptmanns. Anschließend wurde er Major der Reserve einer Infanterieeinheit. Nach einem anschließenden Jurastudium an der University of Notre Dame in South Bend (Indiana) und seiner im Jahr 1921 erfolgten Zulassung als Rechtsanwalt begann er in Glencoe (Minnesota) in seinem neuen Beruf zu arbeiten. In den folgenden Jahren war er als Anwalt für verschiedene Städte und Schulbezirke tätig. Zwischen 1934 und 1938 fungierte er als Bezirksstaatsanwalt im McLeod County.
Politisch war O’Hara Mitglied der Republikanischen Partei. Bei den Kongresswahlen des Jahres 1940 wurde er im zweiten Wahlbezirk von Minnesota in das US-Repräsentantenhaus in Washington, D.C. gewählt, wo er am 3. Januar 1941 die Nachfolge von Elmer Ryan von der Demokratischen Partei antrat. Nach acht Wiederwahlen konnte O’Hara bis zum 3. Januar 1959 neun zusammenhängende Legislaturperioden im Kongress absolvieren. In diese Zeit fielen der Zweite Weltkrieg, der Koreakrieg und der Beginn des Kalten Krieges. Im Jahr 1951 wurde der 22. Verfassungszusatz verabschiedet, der die Amtszeiten des Präsidenten neu regelte.
1958 verzichtete Joseph O’Hara auf eine erneute Kandidatur. In den folgenden Jahren arbeitete er als Rechtsanwalt in der Bundeshauptstadt Washington. Er starb am 4. März 1975 im Bethesda Naval Hospital und wurde auf dem Gate of Heaven Cemetery in Silver Spring, Maryland beigesetzt.